# Urania elegans
Urania elegans är en fjärilsart som beskrevs av Friedrich Wilhelm Niepelt 1930. Urania elegans ingår i släktet Urania och familjen Uraniidae. Inga underarter finns listade i Catalogue of Life.